# Guevara (famiglia)
La famiglia Guevara o de Guevara (secondo la grafia basca moderna Gebara) è stata una famiglia nobile spagnola di origini basche. Gli esponenti di questa famiglia devono il loro appellativo all'abitato di Guevara, frazione (concejo) dell'odierno municipio di Barrundia, situato nella provincia di Álava nei Paesi Baschi, luogo di origine e possedimento immemore della famiglia. L'utilizzo dell'appellativo Guevara, apposto al nome e al patronimico con i quali si indicavano tradizionalmente gli esponenti della famiglia, si affermò gradualmente a partire dal XIII secolo: è riscontrato per la prima volta in un documento del 1232 sottoscritto da Ladrón Vélez de Guevara. Un ramo della famiglia Guevara si insediò nel XV secolo nel Regno di Napoli al seguito di Alfonso V d'Aragona, asceso al trono napoletano nel 1442. Il ramo italiano assunse sul finire del XVIII secolo il nome Guevara Suardo, estinguendosi ai primi del Novecento nella linea maschile. Il ramo italiano della famiglia detenne per più di trecento anni il titolo (sia pure divenuto sostanzialmente onorifico alla metà del XVI secolo), di Gran siniscalco del Regno di Sicilia e di Napoli, uno dei Sette grandi Offici del regno di Napoli. La componente spagnola dei Guevara ebbe a sua volta molteplici diramazioni. Il ramo dei conti di Oñate si estinse nella linea maschile con Diego Gaspar Vélez de Guevara, il quale morto nel 1725 senza discendenza trasmise i propri titoli alla sorella Melchora de Guevara, moglie di Sebastián Antonio de Guzmán y Spínola, marchese di Montealegre.

## Storia

### Le origini

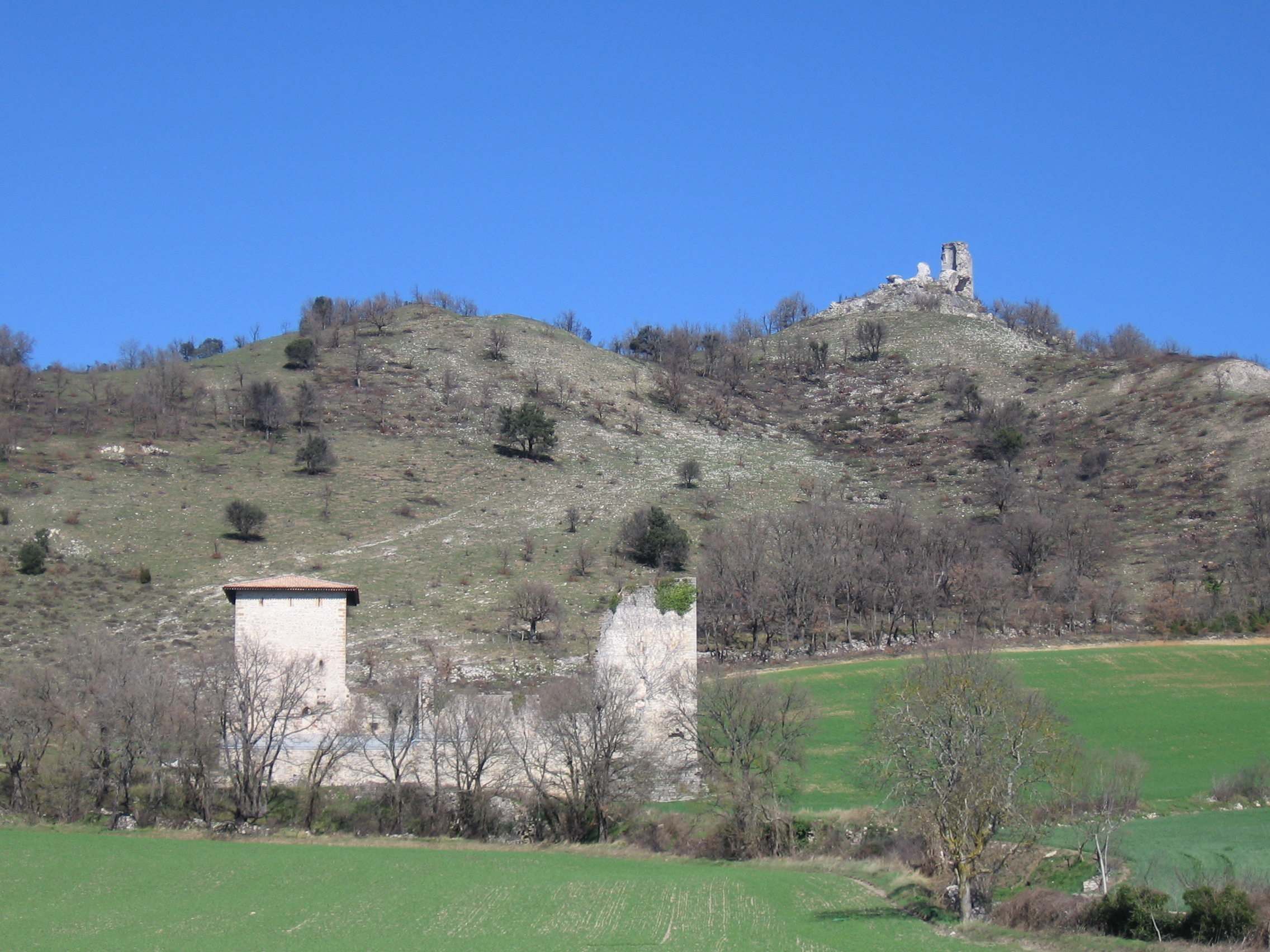
Le rovine del castello di Guevara (sulla collina) e il palazzo fortificato di Guevara (parzialmente ricostruito, in basso).

Diversi lavori storiografici moderni sulla Spagna medioevale trattano in maniera anche dettagliata le biografie di singoli esponenti della Casa de Guevara. Pochi sono tuttavia i testi realmente attendibili che presentano in maniera organica e coerente le informazioni, spesso oscure e contraddittorie, relative alle origini di tale famiglia. 
Probabilmente l'opera storiografica più accurata relativa alle origini della famiglia Guevara è rappresentata dal testo di María Rosa Ayerbe Iríbar, Historia del condado de Oñate y señorío de los Guevara (s. XI-XVI): aportación al estudio del régimen señorial en Castilla. L'autrice, riprendendo una tesi già sostenuta nel lavoro di Gregorio Balparda de las Herrerías, Historia crítica de Vizcaya y de sus fueros, individua un collegamento tra la famiglia Vela e i Guevara, indicando quale capostipite di questi ultimi Vela Aznárez (anche menzionato con il nome alternativo Orbita), fratello di Fortún Aznárez, signore nella regione di Gipuzkoa agli inizi dell'XI secolo. Vela-Orbita sarebbe stato, secondo questa ricostruzione, il padre di Íñigo Vélaz, signore di Echauri, Baztán, Burunda e Hernani. Íñigo sposò Aurea Jiménez, dalla quale ebbe Ladrón Íñiguez (?-post 1155), destinato a succedergli e due figlie. Íñigo morì nel 1131 nel corso dell'assedio di Bayonne condotto da Alfonso I di Aragona contro Guglielmo X di Aquitania. Ladrón Íñiguez già durante il regno di Alfonso I di Aragona venne investito dei feudi di Álava (1130), Vizcaya e Albero (1131), Haro (1133), ottenendo altresì il titolo di comes. Tuttavia fu durante il regno di García IV Ramírez, che Ladrón Íñiguez divenne uno dei personaggi politici più significativi del Regno di Navarra. Ladrón Íñiguez, approfittando della debolezza di García IV Ramírez, condusse una politica sostanzialmente autonoma rispetto al proprio monarca, mantenendosi in equilibrio tra questi e il suo rivale Alfonso VII di León, monarca della principale potenza cristiana nella penisola iberica. Tale approccio venne mantenuto anche dal successore di Ladrón Íñiguez, Vela Ladrón, conte di Álava e signore di Biscaglia. Alcuni testi storiografici, specie se datati, riportano come nel 1149 Ladrón Íñiguez costituì, assieme alla moglie Teresa de Mauleón, il maggiorasco sul villaggio di Oñate a beneficio di Vela Ladrón, che pertanto è considerato in alcuni testi il primo signore di Oñate. Studi più recenti tuttavia sono propensi a ritenere apocrifo il documento relativo a tale atto, sebbene vi siano opere di pubblicazione anche relativamente recente che invece lo menzionano ritenendolo credibile. Vela Ladrón morì intorno al 1174 ed ebbe almeno due figli maschi, Juan Vélaz (o Vélez) e Pedro Vélaz (anche menzionato come Pedro Ladrón). Alcuni testi menzionano anche un terzo figlio, Iñigo Vélez. Pedro Vélaz ebbe discendenza, sposandosi due volte: la prima con María Alvarez, da cui nacque Ladrón Pérez (o Vélez); la seconda con María Sanchez de Salcedo, da cui nacque Sancho Pérez de Gamboa. Ladrón Pérez nacque intorno al 1166; assieme al fratellastro Sancho Pérez fu il primo esponente della famiglia ad utilizzare l'appellativo de Guevara, sottoscrivendo un documento datato 1232 relativo alla vendita del villaggio di Paredes de Nava da parte di Álvaro Pérez de Castro a Mencía López de Haro. 

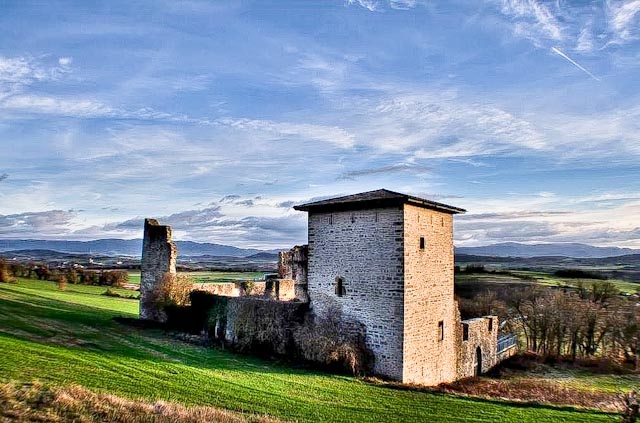
Palazzo fortificato di Guevara. Costruito tra la fine del XIII e gli inizi del XIV secolo, fu distrutto nel corso della II guerra carlista. Parzialmente riedificato nel 1964 su iniziativa della Diputación Foral de Álava, venne dichiarato Monumento Histórico Artístico nel 1984.

Il regno di Navarra sotto Sancho VII (1194-1234). In verde chiaro i territori persi a vantaggio del Regno di Castiglia.

Ladrón Pérez si schierò con Alfonso VIII di Castiglia nei conflitti che lo videro opposto a Sancho VII di Navarra, conclusisi con l'annessione da parte del Regno di Castiglia delle regioni di Álava e Gipuzkoa, confermata dal trattato di Guadalajara (1207). Ladrón Pérez sposò Leonor Gil de Vidaurre (o Vidaure), sorella maggiore di Teresa Gil de Vidaure (nota principalmente per essere stata l'amante del re Giacomo I d'Aragona). La coppia ebbe due figli: Juan Vélez e Ladrón Vélez (anche menzionato come Íñigo Vélez), commendatore dell'ordine militare di Calatrava. Ladrón Pérez morì nel 1238. Il figlio primogenito Juan Vélez era già morto nel 1224 nel corso delle operazioni militari condotte da Ferdinando III di Castiglia per la conquista di Andújar. Aveva tuttavia lasciato dei discendenti, nati dal matrimonio con Urraca Núñez de Guzmán. Quest'ultima era la figlia di Nuño Perez de Guzman (esponente della Casa de Guzmán) e della sua consorte Urraca Mendez de Sousa. I figli di Juan Vélez e Urraca Núñez menzionati dalle fonti sono almeno quattro: Vela Ladrón, Nuño Yáñez, Ladron, Iñigo Vélez.

#### Il ramo spagnolo dei conti di Oñate
I conti di Oñate ebbero origine da Beltran Vélez de Guevara, merino mayor de Gipuzkoa (morto nel 1395) e Mencia de Ayala, sorella del letterato Pedro López de Ayala. Da questo matrimonio nacquero:
- Pedro Vélez;
- Beltrán, conte di Tahalú, nonno paterno del letterato Antonio de Guevara;
- Maria;
- Elvira, seconda moglie di Ruy López Dávalos;
- Constanza;
- Urraca.

Il primogenito Pedro Vélez (circa 1360-1407), che successe al padre nella titolarità della signoria di Guevara e Oñate, sposò in prime nozze Isabel Téllez de Castilla, figlia di Tello di Castiglia (figlio naturale di Alfonso XI di Castiglia e di Eleonora di Guzmán). Da questo matrimonio nacquero sei figli:
- Blanca;
- Beltrán;
- Juan Ladrón;
- Isabel;
- Pedro Vélez de Guevara y Tellez de Castilla (signore di Oñate, attraverso il quale sarebbe poi continuato il ramo spagnolo della famiglia, estintosi nella linea maschile alla morte dell'XI conte di Oñate e conte di Villamediana Diego Gaspar Vélez de Guevara, avvenuta nel 1725);
- Leonor de Guevara y Téllez de Castilla (la quale sposò Sancho Martínez de Leyva, nipote e omonimo del celebre militare Sancho Martínez de Leiva Brazo de Hierro).[16]

Il titolo di conte di Oñate venne creato il 18 settembre del 1481 dai Re Cattolici a favore di Íñigo Vélez de Guevara y Ayala (ca. 1420-1500), XIII signore di Oñate, Adelantado Mayor del Regno di León, membro del Consiglio del Re. Íñigo Vélez era il terzogenito del summenzionato Pedro Vélez de Guevara y Téllez de Castilla e della sua consorte Constanza de Ayala.
Tale titolo era già stato concesso dal re di Castiglia Enrico IV nel 1469 a Íñigo Vélez de Guevara y Ayala, tuttavia non venne confermato dalla regina Isabella.

##### Cronologia
| N°    | Nome                                             | Periodo   | Famiglia | Note |
| I     | Íñigo Vélez de Guevara y Ayala                   | 1481-1500 | Figlio di Pedro Vélez de Guevara e Constanza de Ayala. 1º matrimonio: Beatriz de Guzmán 2º matrimonio: María Meneses 3º matrimonio: Juana Manrique | Capitano generale di Gipuzkoa, Vizcaya, Álava. |
| II    | Pedro Vélez de Guevara y Manrique                | 1500-1559 | Figlio di Íñigo Vélez e Juana Manrique. Sposa nel 1507 Mencía de Velasco, figlia di Íñigo Fernández de Velasco, II duca di Frías e María de Tovar. | Gentiluomo di camera di Carlo V d'Asburgo; capitano delle Guardias de Castilla. |
| III   | Ladrón Vélez de Guevara y de Velasco             | 1559-1580 | Figlio di Pedro Vélez e Mencía. 1º matrimonio: Juana de Guevara y Acuña 2º matrimonio: Catalina de Río y Salcedo | Alcalde di Valencia de Alcántara, commendatore dell'Ordine di Alcántara. |
| IV    | Pedro Vélez Ladrón de Guevara                    | 1580-1593 | Sposa nel 1563 Ana de Orbea. | Capitano delle Guardias de Castilla. |
| V     | Catalina de Guevara y Orbea                      | 1593-1607 | Figlia di Pedro Vélez e Ana. Sposa lo zio Íñigo Vélez de Guevara y Tassis, IV conte di Salinillas (1566-1644) (figlio di Mariana de Tassis y Acuña e Pedro Vélez de Guevara), il quale diviene conte di Oñate maritali nomine. | Al titolo di conte di Oñate viene attribuito il Grandato di Spagna nel 1640. |
| VI    | Pedro Vélez de Guevara y Tassis                  | 1607-1614 | Figlio primogenito di Catalina e Íñigo Vélez. Muore celibe senza discendenti. | Cavaliere dell'Ordine di Santiago. |
| VII   | Juan Vélez de Guevara                            | 1614-1615 | Figlio secondogenito di Catalina e Íñigo Vélez. Muore celibe senza discendenti. | |
| VIII  | Iñigo Vélez Ladrón de Guevara y Tassis           | 1615-1658 | Figlio terzogenito di Catalina e Íñigo Vélez. Sposa Antonia Manrique de Lara nel 1621. Dal matrimonio nascono due figlie, Mariana e Catalina. | Viceré di Napoli (1648-1653); governatore di Milano; commendatore dell'Ordine di Calatrava; Correo mayor de España (1622-1658); gentiluomo di camera di Filippo II di Spagna; membro del Consiglio di Stato e ambasciatore a Roma. |
| IX    | Catalina Vélez de Guevara y Manrique de la Cerda | 1658-1684 | Figlia di Iñigo Vélez e Antonia. Sposa in prime nozze lo zio Beltrán Vélez de Guevara (m. 1652), viceré di Sardegna. Sposa in seconde nozze Ramiro Felipe Núñez de Guzmán, I duca di Medina de las Torres. | Correo mayor de España (1658-1684) |
| X     | Íñigo Manuel Vélez Ladrón de Guevara y Tassis    | 1684-1699 | Figlio di Beltrán Vélez e Catalina. Sposa Claire Louise de Ligne, figlia di Claude Lamoral I di Ligne. | Correo mayor de España (1684-1699); cavaliere dell'Ordine del Toson d'oro. |
| XI    | Diego Gaspar Vélez de Guevara                    | 1699-1725 | Figlio di Íñigo Manuel e Claire Louise. Sposa María de la Cerda y Aragón, figlia di Juan Francisco de la Cerda. | Correo mayor de España (1699-1707); gentiluomo di camera; cavaliere dell'Ordine di Alcántara. |
| XII   | Melchora Vélez de Guevara                        | 1725-1727 | Sorella di Diego Gaspar. Sposa Sebastián Guzmán de Spínola, V marchese di Montealegre. | |
| XIII  | José María de Guzmán y Guevara                   | 1727-1781 | Figlio di Diego Gaspar e Melchora. 1º matrimonio: María Feliche Fernández de Córdoba y Spínola, figlia di Nicolás Fernández de Córdoba y de la Cerda, X duca di Medinaceli. 2º matrimonio: Buenaventura Fernández de Córdoba Folch de Cardona Requesens y de Aragón, figlia di Francisco Xavier de Córdoba y Aragón, X duca di Sessa. | Cavaliere dell'Ordine del Toson d'oro; Ordine di Carlo III; cavaliere dell'Ordine di San Gennaro; gentiluomo di camera; Sumiller de Corps; maggiordomo maggiore delle regine Maria Barbara di Braganza e Maria Amalia di Sassonia. |
| XIV   | Diego Ventura de Guzmán y Fernández de Córdoba   | 1781-1805 | Figlio di José e María Feliche. Sposa María Isidra de la Cerda y de Guzmán, figlia di Isidro Manuel de la Cerda Téllez Girón, V marchese di Laguna de Camero Viejo. | Cancelliere maggiore di Castiglia; maggiordomo maggiore e gentiluomo di camera; cavaliere dell'Ordine del Toson d'oro; Ordine di Carlo III.                                                                                        |
| XV    | Diego Isidro de Guzmán y de la Cerda             | 1805-1849 | Figlio di Diego e María Isidra. 1º matrimonio: María del Pilar de la Cerda y Marín de Resende, figlia di José María de la Cerda y Cernesio. 2º matrimonio: María Magdalena Tecla Caballero y Terreros. | Gentiluomo di camera; cavaliere dell'Ordine del Toson d'oro; Ordine di Carlo III. |
| XVI   | Carlos Luis de Guzmán y de la Cerda              | 1850-1880 | Figlio di Diego Isidro e María del Pilar. Sposa María Josefa de la Cerda y Palafox. | Senatore del Regno. |
| XVII  | José Rainiero de Guzmán y de la Cerda            | 1880-1891 | Fratello di Carlos Luis. Muore celibe senza discendenti. | |
| XVIII | Juan Bautista de Guzmán y Caballero              | 1891-1895 | Figlio di Diego Isidro e María Magdalena Tecla; fratellastro del predecessore. | |
| XIX   | María del Pilar de Guzmán y de la Cerda          | 1895-1901 | Figlia di Diego Isidro e María del Pilar; sorellastra del predecessore. Sposa Juan de Zavala y de la Puente. | |
| XX    | Juan de Zavala y Guzmán                          | 1901-1910 | Figlio di Juan e María del Pilar. Sposa Carlota de Santamarca y Donato. | Gentiluomo di camera; Ordine di Carlo III; tenente generale; ambasciatore straordinario in Russia; governatore di Cadice. |
| XXI   | Luis de Zavala y Guzmán                          | 1910-1913 | Fratello del predecessore. Sposa Guillermina Heredia y Barrón. | Colonnello di cavalleria; cavaliere dell'Ordine di Calatrava; gentiluomo di camera. |
| XXII  | María del Pilar de Zavala y Guzmán               | 1913-1915 | Sorella del predecessore. Sposa Ventura García Sancho e Ibarrondo. | |
| XXIII | María del Pilar García-Sancho y de Zavala        | 1916-1916 | Figlia di Ventura e María del Pilar. Sposa Leopoldo de Travesedo y Fernández-Casariego. | |
| XXIV  | Juan Bautista Travesedo y García-Sancho          | 1917-1965 | Figlio di Leopoldo e María del Pilar. Sposa María del Carmen Martínez de las Rivas y Richardson, figlia di Miguel José Martín Martínez de Lejarza y de las Rivas, IV marchese di Mudela. | |
| XXV   | José María Travesedo y Martínez de las Rivas     | 1968-1993 | Figlio di Juan Bautista e María del Carmen. Sposa María Eulalia Colón de Carvajal y Maroto. | |
| XXVI  | Juan Travesedo y Colón de Carvajal               | 1994-2017 | Nipote di Juan María Travesedo y Martínez de las Rivas (figlio del suo predecessore). Sposa Ana María Juliá y Diez de Rivera. | |
| XXVII | Camilo Travesedo y Juliá                         | 2017-     | Figlio di Juan e Ana María. Sposa Elena Fernández de Casadevante y Ramognino. | |

### Il ramo italiano
La famiglia Guevara era originaria della Spagna ove, già prima del suo arrivo nel napoletano, possedeva le signorie di Guevara e di Oñate (Señorío de Oñate), quest'ultima corrispondente alla città di Oñati (situata nell'odierna provincia di Gipuzkoa dei Paesi Baschi) e al territorio circostante. Un ramo della famiglia passò nel Regno di Napoli al seguito di Alfonso V d'Aragona intorno al 1435 con Iñigo (anche menzionato come Inigo o Innico), figlio di Pedro Vélez de Guevara (10º signore Oñate e figlio primogenito di Beltrán de Guevara, 9º signore di Oñate) e della sua seconda moglie, Constanza de Tovar. Costanza (o Constanza) era la figlia primogenita di Sancho Fernández de Tovar, guarda mayor del rey e signore di Caracena e Cevico de la Torre (figlio a sua volta dell'adelantado mayor de Castilla Fernando Sánchez de Tovar e della sua consorte Isabel de Padilla) e di Teresa de Toledo. Dal matrimonio con Costanza sarebbero nati vari figli, tra cui Bernardino; Fernando (o Ferrante), conte di Belcastro; Innico, marchese del Vasto; Alfonso, conte di Archi e Giovanni. Associati ai Guevara troviamo i D'Avalos ad essi strettamente imparentati, nella persona di Innico I d'Avalos, fratellastro di Innico de Guevara (la madre Costanza de Tovar aveva infatti sposato in seconde nozze Ruy López Dávalos).

#### La linea dei conti di Potenza

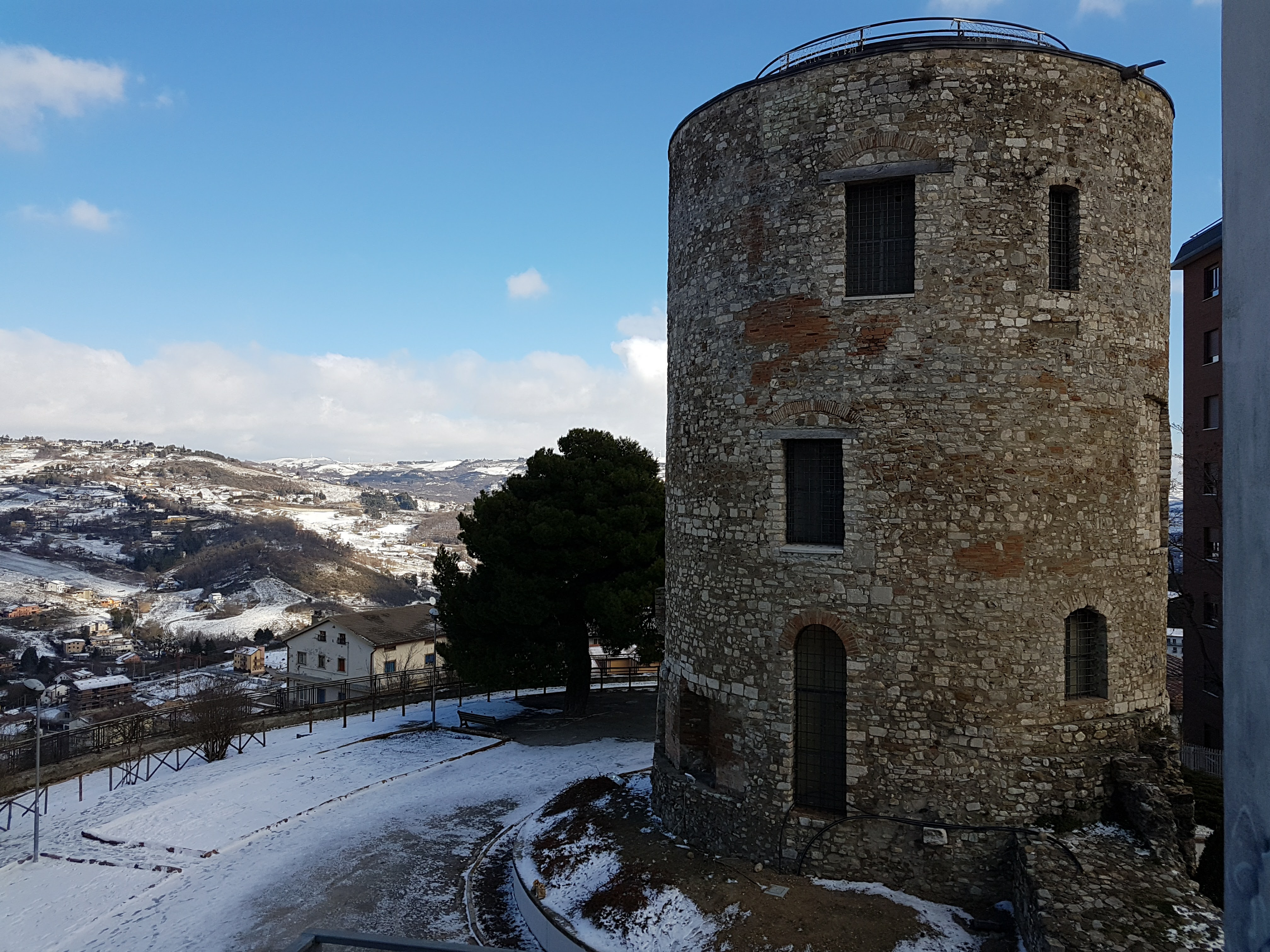
Torre Guevara, parte dello scomparso castello di Potenza, già residenza dei Guevara fino alla fine del XV secolo.

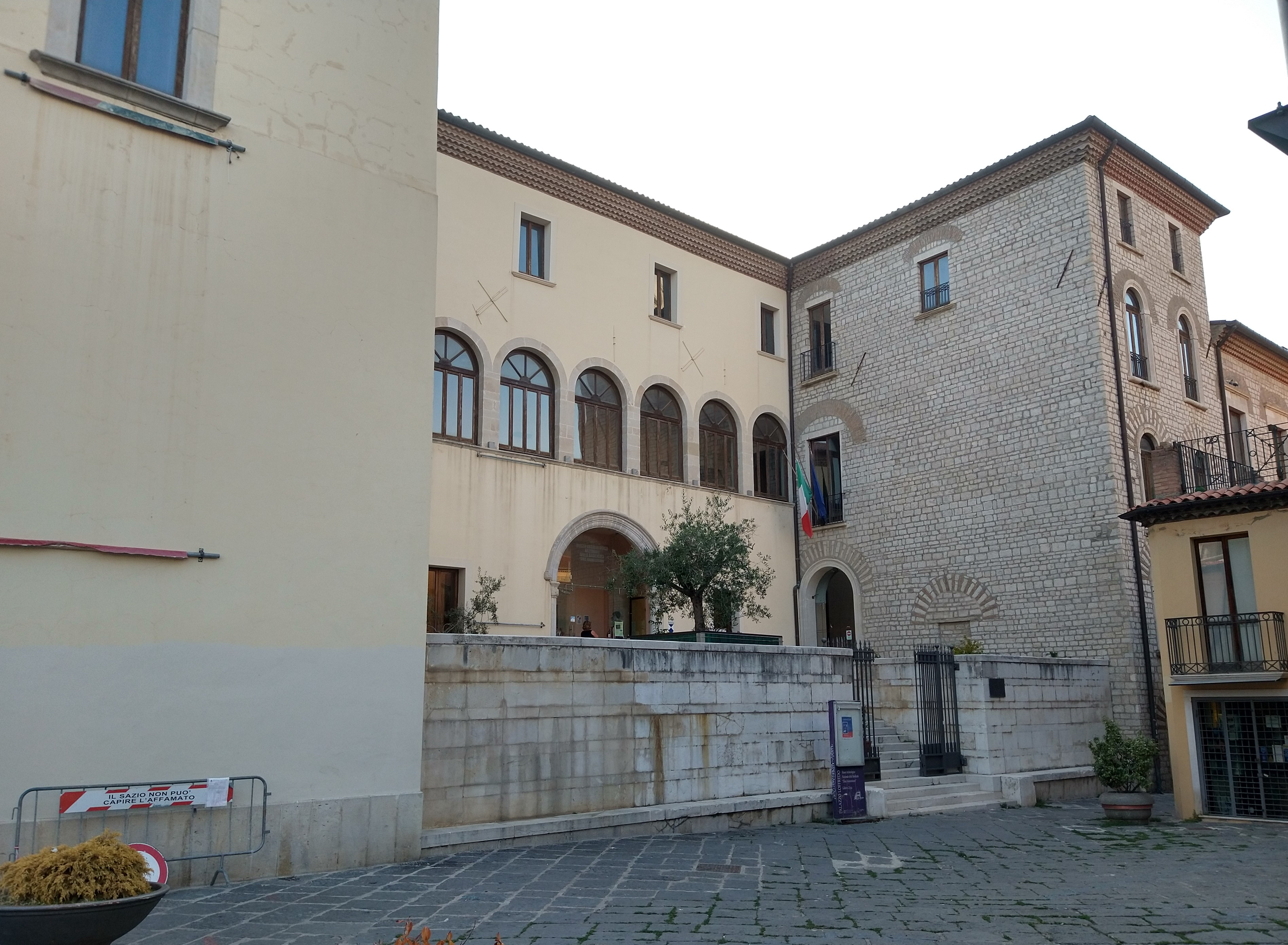
Palazzo Loffredo. Il palazzo comitale di Potenza, edificato da Innico de Guevara quale residenza della famiglia, passò sul finire del XVI secolo ai Loffredo, dai quali prende l'attuale denominazione.

Diversi esponenti della famiglia Guevara ricevettero titoli e posizioni presso la corte napoletana: in particolare Innico, che venne nominato Gran Siniscalco del Regno di Napoli, ottenendo inoltre i titoli di marchese del Vasto, conte di Ariano, Apici e Potenza. In occasione del capitolo dell'Ordine del Toson d'Oro svoltosi nel 1451 a Mons Innico ricevette da Filippo III di Borgogna il titolo di Cavaliere dell'Ordine del Toson d'oro. Il riconoscimento era motivato dall'intento da parte di Filippo III di organizzare una crociata; a tal proposito egli aveva ricercato l'appoggio di Alfonso V d'Aragona (ammettendolo nell'Ordine nel 1445) e sempre in tale ottica vanno inquadrati i riconoscimenti ottenuti nel 1451 da due dei principali consiglieri del re, ovvero Innico e Pietro I Cardona, conte di Collesano.
Innico sposò in prime nozze Lucrezia Sanseverino; da questo matrimonio non nacquero figli. In seconde nozze sposò Covella Sanseverino, del ramo dei duchi di San Marco, dalla quale ebbe due figli, Pietro e Antonio.

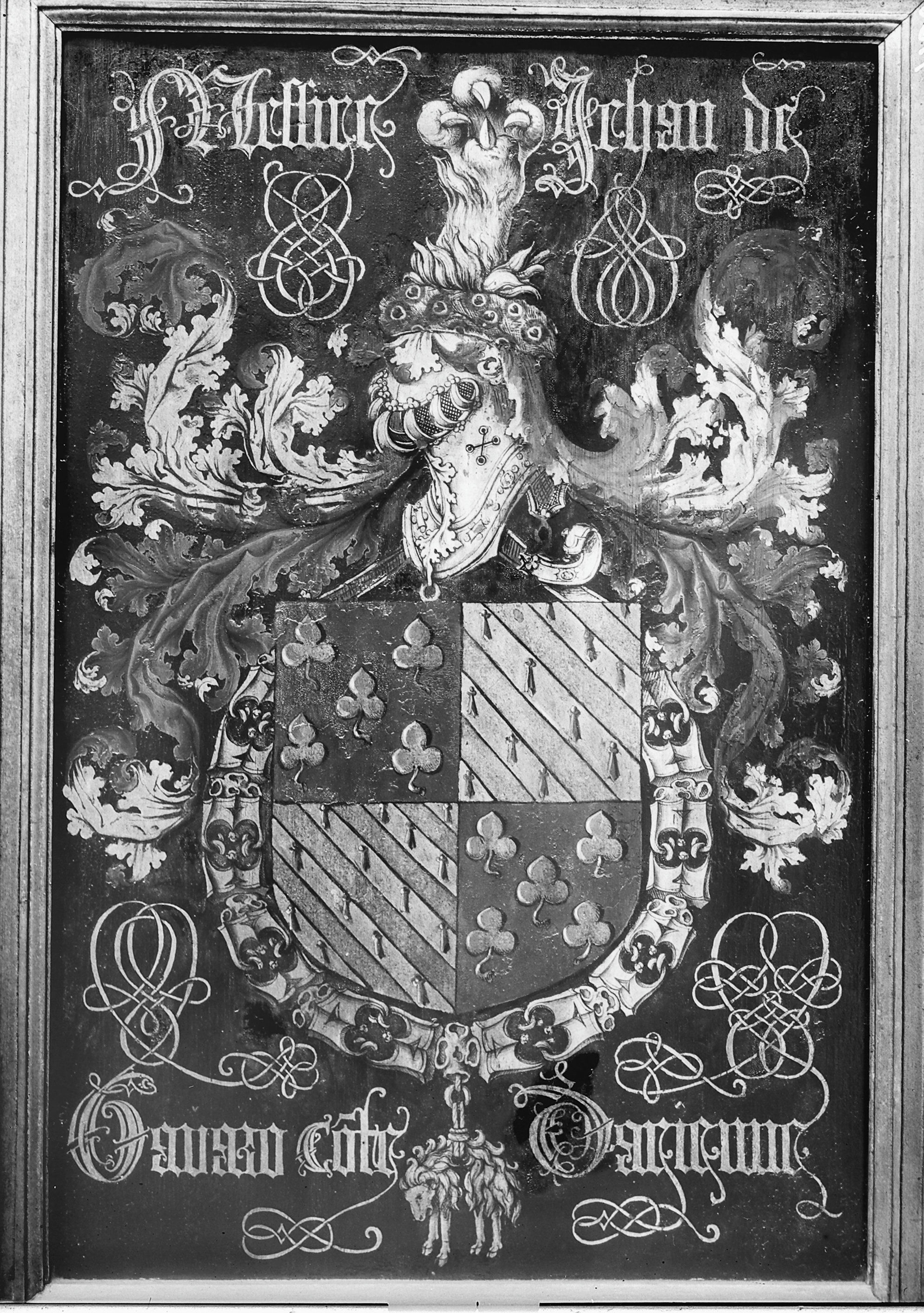
Blasone dei Guevara conservato presso la Grote Kerk de L'Aia, collocato in occasione del capitolo dell'Ordine del Toson d'oro ivi svoltosi nel 1456.

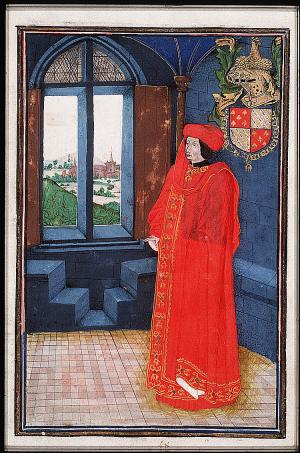
Raffigurazione di Innico de Guevara, contenuta nel manoscritto miniato Statuts, Ordonnances et Armorial de l'Ordre de la Toison d'Or, presentato a Carlo I di Borgogna in occasione del capitolo dell'Ordine svoltosi a Valenciennes nel 1473.

In segno di gratitudine per la fedeltà dimostrata dal padre Innico, morto nel 1462 in Abruzzo nel corso degli scontri tra le forze fedeli al re e i Caldora, avvenuti nell'ambito della Congiura dei baroni, il primogenito Pietro venne confermato nel 1471 da re Ferrante nei titoli paterni di marchese del Vasto e conte di Ariano nonché quale Siniscalco; il fratello minore Antonio ebbe invece il titolo di conte di Potenza. Pietro si legò in matrimonio ad Isotta del Balzo, sorella della regina Isabella del Balzo consorte di Federico I di Napoli. Successivamente egli fu uno dei principali cospiratori contro Federico, associandosi al suocero Pirro del Balzo duca di Venosa nella congiura dei baroni; per questa ragione venne privato dei suoi feudi, morendo a Vasto il 17 settembre 1486 senza lasciare eredi maschi. Pietro ebbe tuttavia due figlie, ovvero Eleonora e Covella. Eleonora sposò nel 1492 Luigi (1467-1503), conte di Ligny (1475), poi principe d'Altamura, duca d'Andria e di Venosa, capitano di Carlo VIII, luogotenente generale dell'esercito francese, gran ciambellano di Luigi XII, governatore della Piccardia (figlio di Luigi di Lussemburgo-Saint-Pol e della sua seconda moglie Maria di Savoia). La coppia non ebbe tuttavia figli. Covella sposò invece il Marchese di Montesarchio Giovan Vincenzo Carafa. La coppia ebbe quattro figli: Carlo, Ferdinando, Beatrice e Giulia. A causa dell'adesione di Giovan Vincenzo alla fazione filo francese questi venne privato dei suoi feudi (che vennero donati dall'imperatore Carlo V ad Alfonso III d'Avalos) e i suoi figli esclusi dalla successione, morendo entrambi senza discendenti. Questo ramo della famiglia continuò comunque nella linea femminile in virtù del matrimonio di Beatrice con Alberico Carafa, III duca d'Ariano e del matrimonio di Giulia con Ladislao II d'Aquino, I marchese di Corato.
Il fratello minore di Pietro, Antonio, tentò senza successo di rivendicare i possedimenti del fratello che erano stati sequestrati dalla Corona. Sposò Laura Caetani d'Aragona, figlia di Baldassarre, conte di Traetto e della sua consorte Antonella Caracciolo. Ricoprì inoltre la carica di Gran Siniscalco del Regno e ad interim, con la qualifica di luogotenente generale, quella di viceré di Napoli nel 1509, nel periodo di transizione intercorso tra la partenza di Juan de Aragón e l'arrivo del suo successore Raimondo Folch de Cardona. Ebbe quattro figli, Giovanni, Francesco (monaco benedettino), Innico (conte di Apice) e Caterina (sposatasi con Pietro Caracciolo, Signore di Fiumara di Muro).
Giovanni divenne alla morte del padre avvenuta nel 1514 il terzo conte di Potenza. Sposò Altobella di Capua, dalla quale ebbe due figli, Maria e Carlo. Giovanni prese parte a diverse campagne militari sotto le insegne imperiali, venendo catturato in occasione della battaglia di Pavia. Morì intorno al 1531, come si evince dalla data del pagamento del relevio relativo a vari possedimenti in Basilicata da parte del figlio Carlo. Quest'ultimo gli succedette quale quarto conte di Potenza. Carlo sposò Porzia dei Tolomei, appartenente al ramo napoletano dell'illustre famiglia senese. Il primogenito ed erede della coppia fu Alfonso, quinto conte di Potenza. Alfonso sposò in prime nozze Beatrice d'Avalos (1533-1558), figlia di Alfonso III d'Avalos, dalla quale non ebbe figli. In seconde nozze sposò Beatrice di Lannoy, figlia di Filippo di Lannoy, II principe di Sulmona. Da questo matrimonio nacquero tre figli: Alfonso, Porzia e Teresa. Alfonso (1562-1584), sesto conte di Potenza, sposò nel 1579 Isabella Gesualdo (1564-1612), figlia di Fabrizio principe di Venosa e di Geronima Borromeo (sorella di Carlo Borromeo) e sorella del rinomato musicista Carlo Gesualdo. La coppia ebbe due figlie, ovvero Porzia e Beatrice. La linea dei Guevara di Potenza si estinse quindi nella linea maschile. Il titolo di conte di Potenza passò inizialmente a Porzia de Guevara e al di lei marito Filippo di Lannoy, V principe di Sulmona (morto nel 1600). In seguito venne portato dal figlio della coppia, Orazio, morto tuttavia in giovane età nel 1604. A questo punto nella titolarità della contea subentrò la sorella minore di Porzia, ovvero Beatrice. Quest'ultima aveva sposato nel 1604 Enrico Loffredo, marchese di Sant'Agata. La coppia ebbe due figli, Carlo e Girolama. Il primogenito Carlo succedette al padre nella titolarità dei marchesati di Sant'Agata e Trevico, nonché della contea di Potenza pervenutagli dal lato materno. Carlo sposò Dianora Crispano dei marchesi di Tufara, dalla quale ebbe tre figli: Enrico, Francesco e Francesca. Non avendo il primogenito Enrico avuto figli, il titolo di conte di Potenza pervenne al fratello minore ed erede di questi, Francesco. Attraverso i discendenti di Francesco esso rimase nella famiglia Loffredo sino al 1833, con la morte di Marianna Loffredo, sposata con il principe di Santobuono Francesco Caracciolo. La figlia unica della coppia, Maria Luisa Caracciolo, morì nel 1853 senza eredi e discendenti diretti sino al quarto grado di parentela, determinando il ritorno dei titoli della famiglia Loffredo in capo alla Corona. Nel 1855 i titoli di Maria Luisa Caracciolo, ad eccezione del titolo di conte di Potenza, vennero concessi al parente più prossimo, ovvero Francesco Emanuele Pinto y Mendoza (1788-1875), figlio di Pasquale, principe di Ischitella, e di Antonia Maria Loffredo, figlia di Carlo, principe di Migliano e marchese di Trevico.

#### Il ramo di Guevara de Guevara: marchesi di Arpaia e duchi di Bovino
Il ramo dei duchi di Bovino deriva da Guevara (o Guevaro) de Guevara. I genealogisti riportano informazioni contraddittorie circa la paternità di Guevara de Guevara, al punto che alcuni ipotizzano che sia stato figlio di Innico de Guevara; altri che fosse un nipote di questi. Guevara de Guevara giunto nel regno di Napoli intraprese una rapida carriera a corte grazie all'appoggio del sovrano Alfonso il Magnanimo: entrò nel Consiglio di Stato del sovrano e venne nominato nel 1454 Cameriere del re ed in seguito suo Maggiordomo. Ricevette inoltre vari feudi in Principato Ultra e Capitanata. Nel 1461 Guevara de Guevara ricevette da re Ferrante d'Aragona il feudo rustico di Montemalo (l'odierna Sant'Arcangelo Trimonte) ed il feudo di Arpaia (devoluto alla Regia Corte per la ribellione di Alfonso della Leonessa). Nel 1494 Ferrante confermò Guevara nel possesso dei predetti feudi, nonché di Savignano, Greci, Ferraria e Buonalbergo. Guevaro sposò Margherita della Leonessa dalla quale ebbe due figli: Innico, signore di Buonalbergo e Arpaia e Giovanni, signore di Savignano e Orsara (morto intorno al 1535).

##### La linea dei marchesi di Arpaia
Innico sposò Caterina Gesualdo, figlia di Antonello Gesualdo conte di Conza. La coppia ebbe un figlio, Giovanni. Quest'ultimo ricoprì significativi incarichi a corte ed in ambito civile e militare, sia durante il regno di Alfonso V d'Aragona che del suo successore Ferrante d'Aragona. Non è nota con certezza l'identità della consorte di Giovanni; è tuttavia noto che Giovanni ebbe almeno un figlio legittimo, chiamato come il nonno paterno Innico.
Come riportato dal De Lellis, Innico ebbe tre figli legittimi, Alfonso, Ferrante e Giovanni. Il primogenito Alfonso succedette al padre nella titolarità degli stati feudali di Arpaia e Buonalbergo e sposò Giovanna Centelles, figlia di Alfonso (quest'ultimo era il fratello del più noto Antonio Centelles). La coppia ebbe numerosi figli, elencati dal De Lellis: Innico, Girolamo, Luigi, Berardino, Ferrante, Francesco, Diego, Giovanni (Vescovo di Sant'Agata de' Goti), e Caterina (quest'ultima sposò Giovanni Luigi Saraceni (o Saracino), fratello di Giovanni Michele Saraceni, vescovo e teologo e figlio di Sigismondo, consigliere di Alfonso II di Napoli). Il primogenito Innico sposò un'altra figlia di Sigismondo, ovvero Raimondella Saraceni, dalla quale ebbe quattro figlie: Ippolita, Anna, Giovanna e Isabella.
Un figlio cadetto di Alfonso, Ferrante, sposò Aurelia d'Aquino, quartogenita di Ladislao II (1º Marchese di Corato e 1º Duca di Bisceglie) e della sua prima consorte Feliciana Carafa. La coppia ebbe un'unica figlia, anch'ella chiamata Feliciana.
Un altro figlio cadetto di Alfonso, Francesco, intraprese una carriera militare combattendo nelle guerre d'Italia. Venne ferito gravemente nella battaglia di Pavia e a causa della sua invalidità fu nominato governatore dell'isola d'Ischia. Sposò nel 1525 Aurelia Caracciolo (figlia di Giovanni Andrea, 1º Marchese di Misuraca e della sua consorte Andreana, figlia ed erede di Paolo di Caivano Signore di Misuraca). La coppia ebbe cinque figli, ovvero Innico, Alfonso, Giovanni, Antonio e Beatrice (quest'ultima sposò in prime nozze Giacomo Bucca d'Aragona, barone di Pizzone; in seconde nozze Cesare Pignatelli, Patrizio Napoletano e Nobile di Barletta). Tra i figli maschi di Francesco, solamente Giovanni si sposò ed ebbe discendenza. Giovanni ottenne da Filippo II di Spagna con diploma datato 7 agosto 1591, il titolo di marchese di Arpaia. Giovanni sposò in prime nozze Margherita Bucca d'Aragona (figlia del già menzionato Giacomo Bucca d'Aragona, barone di Pizzone e della sua prima consorte Isabella Guindazzo; in seconde nozze Giacomo Bucca d'Aragona aveva sposato una zia di Giovanni, ovvero Beatrice). Dal primo matrimonio nacquero due figli, Francesco e Aurelia. In seconde nozze sposò Vittoria Adorno (figlia di Gabriele, Patrizio Genovese, Patrizio Napoletano onorario, Ammiraglio di S.M. Cattolica, generale delle galee di Napoli e della sua consorte Chiara Pinelli), dalla quale ebbe Innico, Pietro, Ferrante, Alfonso e Beatrice (sposatasi nel 1601 con Luigi Sanchez de Luna, Signore di Ailano e Patrizio Napoletano, Governatore di Nola).
Alla morte del padre Giovanni, il primogenito Francesco gli succedette quale secondo marchese di Arpaia. Francesco sposò la nobile salernitana Giulia d'Ajello, dalla quale ebbe un unico figlio, Giovanni, il quale tuttavia morì in giovane età. Il titolo di marchese di Arpaia passò pertanto ad un fratellastro di Francesco, Alfonso. Quest'ultimo sposò Costanza David (figlia di Giovan Battista David, conte di Roccarainola e duca della Castelluccia, e della sua consorte Daria d'Avalos (figlia di Alfonso d'Avalos, 2º signore di Ceppaloni)). La coppia ebbe diversi figli, tutti morti prematuramente. Alfonso a causa del dolore si fece frate entrando nel convento di san Domenico a Napoli. Alfonso cedette la terra di Arpaia con i casali di Paolisi e Forchia per la somma di ducati 65000 a Marzio Carafa, IV duca di Maddaloni (il regio assenso, spedito da Madrid il 29 dicembre del 1624, ebbe l'esecutoria nel regno il 28 maggio del 1625). Questi per ducati 68000 cede il medesimo feudo ed i casali al III duca di Airola Ferrante Caracciolo con regio assenso del 10 febbraio del 1626.
La linea dei Guevara marchesi di Arpaia si estinse quindi con la morte di Alfonso.
Un altro fratello di Alfonso, Pietro, intraprese la carriera ecclesiastica entrando nei Chierici regolari minori, assumendo il nome di Giovanni. Divenne un affermato teologo e predicatore, venendo eletto da papa Urbano VIII vescovo di Teano nel 1627. Giovanni fu una persona di grande erudizione, autore di trattati scientifici e filosofici, mantenendo inoltre una corrispondenza con Galileo Galilei. Nel 1623 Guevara venne inoltre incaricato di valutare l'opportunità di concedere l'autorizzazione alla pubblicazione dell'opera di Galileo Il Saggiatore. Guevara diede un parere positivo a Maffeo Vincenzo Barberini (Papa Urbano VIII), che successivamente concesse il placet alla pubblicazione dell'opera.

##### La linea dei duchi di Bovino

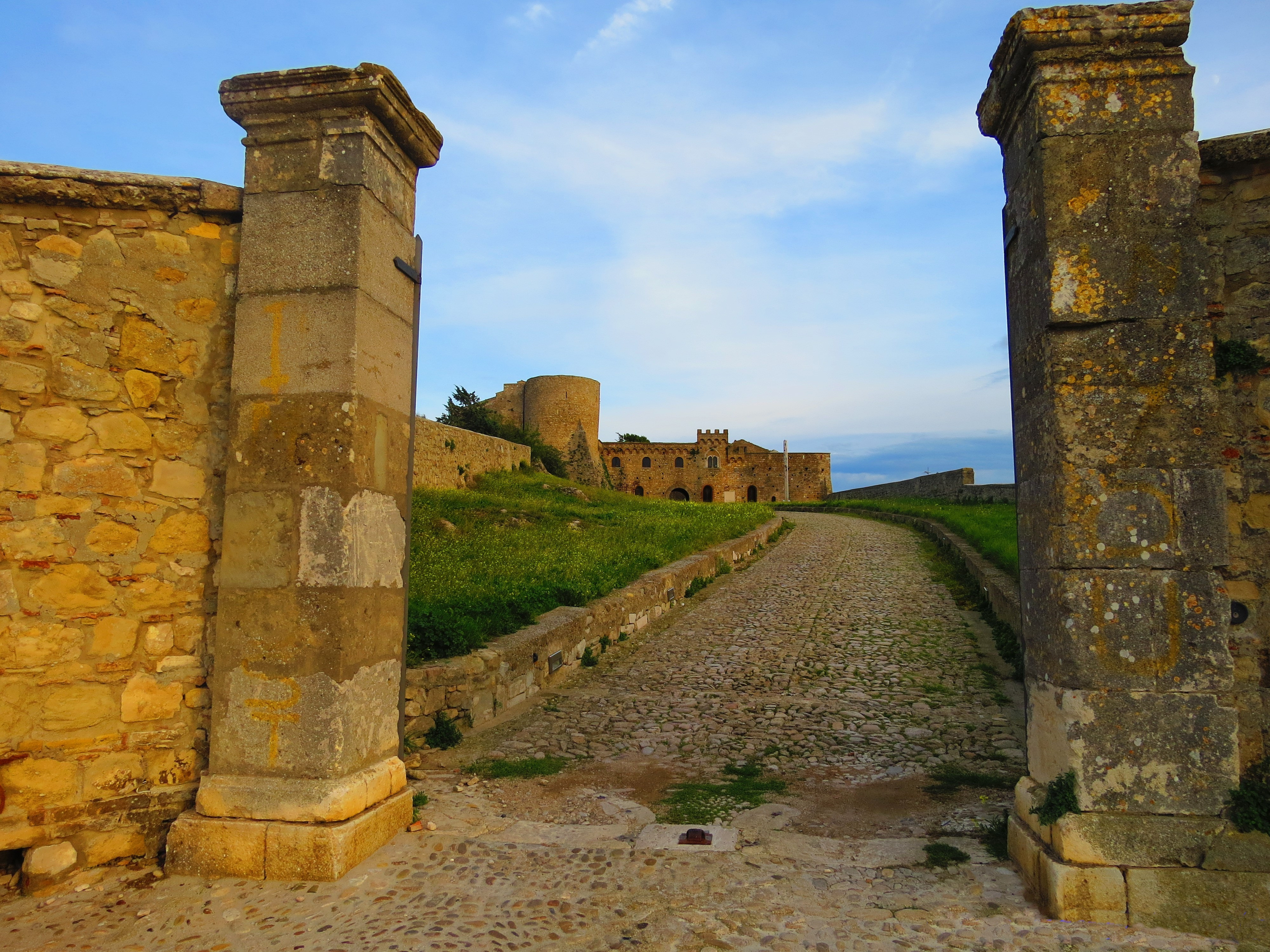
Il palazzo ducale di Bovino.

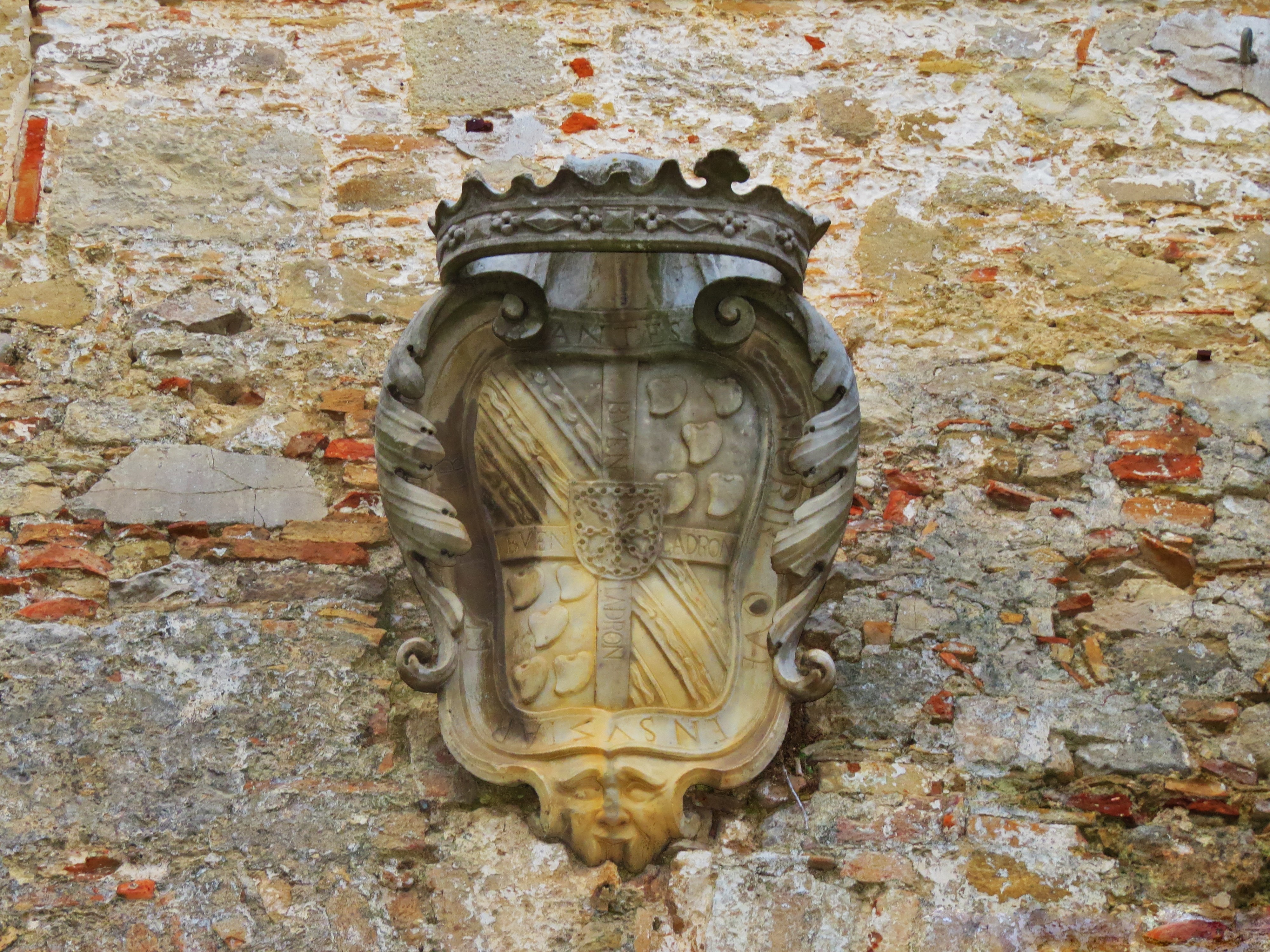
Le armi della famiglia Guevara nel palazzo ducale. Apposte ad esse lo stemma della Navarra; il tutto bordato dal motto Antes morir que ensuziar el bien vivir.

Il figlio secondogenito di Guevaro, Giovanni, sposò Luciana Tomacelli. Dal matrimonio nacquero diversi figli; tuttavia solamente per quanto concerne tre di essi si hanno notizie documentate: si tratta di Guevara (omonimo del nonno), Paolo e Tommaso. Il primogenito Guevara de Guevara sposò Delfina Loffredo, figlia di Francesco Loffredo (presidente del Sacro Regio Consiglio, vice protonotario del Regno e reggente la Regia Cancelleria, signore di Trevico) e della seconda consorte di questi, Beatrice Caracciolo. Dalla coppia nacquero numerosi figli: Giovanni, Diego, Pietro, Francesco, Cesare, Michele, Alfonso, Ferrante, Carlo, Beatrice, Dianora, Vittoria, Maria ed Angela. Delfina in qualità di tutrice del primogenito Giovanni de Guevara, acquistò in suo nome nel 1563 il feudo di Bovino, nell'allora provincia di Capitanata, per la somma di 38 000 ducati, includendolo così definitivamente nei possedimenti della casata. Giovanni acquistò inoltre il titolo di duca di Bovino, concesso da Filippo II di Spagna con diploma datato 10 febbraio 1575.
Giovanni sposò Isabella della Tolfa. La coppia ebbe cinque figli, ovvero Innico, Alfonso, Ferrante, Beatrice ed Ippolita. Il primogenito Innico succedette al padre quale secondo duca di Bovino, venendo inoltre nominato Gran siniscalco del Regno. Il fratello minore Alfonso ricoprì l'importante ruolo di vice camerlengo di Santa Romana Chiesa. Innico sposò il 20 ottobre del 1583 Porzia Carafa (figlia secondogenita di Antonio, 4º Conte di Ruvo, 1º Duca d'Andria e della sua consorte Andreanna (o Adriana) Carafa). La coppia ebbe numerosa discendenza: Giovanni, Innico, Antonio, Francesco, Diego, Vincenzo, Isabella, Beatrice, Antonia, Adriana e Maria. In seguito alla morte della moglie Innico si ritirò dalla vita pubblica e abdicò dal titolo di duca, entrando nella Compagnia di Gesù. Sistemò quindi i propri affari familiari, maritando il figlio primogenito, Giovanni e la primogenita Isabella. Giovanni, che succedette nel 1602 al padre quale terzo duca di Bovino, sposò nel 1605 Giulia Boncompagni (figlia primogenita di Giacomo, 1º duca di Sora e della sua consorte Costanza Sforza di Santa Fiora). Isabella sposò nel 1603 Francesco Caracciolo, 2º Duca di Airola (figlio di Ferrante, 1º Duca di Airola e della sua consorte Camilla Carafa, terzogenita di Alfonso Duca di Nocera).
Il pittore tardo barocco Nicola Maria Rossi ritrasse la famiglia del V duca di Bovino, Giovanni in un dipinto intitolato "La Famiglia del duca Giovanni Guevara di Bovino", attualmente custodito presso il Museo civico Gaetano Filangieri a Napoli.
Tra gli esponenti successivi della famiglia Guevara del ramo di Bovino troviamo Giovanni Maria (1712-1775), VIII duca di Bovino, il quale sposò nel 1732 Anna Maria Suardo, duchessa di Castel d'Airola, ultima discendente della sua casata (il ramo napoletano della famiglia Suardi) in seguito alla morte, avvenuta del 1741 del nonno Prospero Suardo. L'intero patrimonio di casa Suardo venne incamerato dai Guevara, con la condizione di assumere in aggiunta al proprio il cognome Suardo, ed inquartarne anche le armi. I Guevara assunsero anche il titolo di duchi di Castell'Airola, già concesso da Filippo IV di Spagna in data 28 di ottobre 1638 a Prospero Suardo. Il duca Giovanni Maria ospitò presso la propria abitazione Giacomo Casanova durante la sua permanenza a Napoli. Su iniziativa del duca e della sua consorte venne costruita a Recale, inglobando strutture preesistenti, la villa Guevara di Bovino, oggi nota come villa Porfidia, comprendente un vasto giardino. La villa era utilizzata dalla famiglia quale residenza di campagna quando il re si spostava con la sua corte nella reggia di Caserta. Dal matrimonio di Giovanni Maria Guevara con Anna Maria Suardo nacquero vari figli, tra i quali: Vittoria (1738-1802), la quale sposò in prime nozze nel 1757 Carlo Carafa, duca di Maddaloni (1734-1765, con discendenza) e in seconde nozze nel 1767 Francesco d'Aquino, principe di Caramanico (1738-1795, con discendenza); Gennaro Maria, arcivescovo di Bari tra il 1792 ed il 1804; Innico, luogotenente del Magistero del Sovrano Militare Ordine di Malta tra il 1805 e il 1814, in sostituzione dello scomparso principe e Gran Maestro Giovanni Battista Tommasi; Prospero, il quale sarebbe succeduto al padre quale duca di Bovino. 
Prospero Guevara sposò Anna, figlia di Francesco Cattaneo della Volta, principe di San Nicandro (1721-1790, figlio di Domenico Cattaneo) e della consorte di questi, Marianna Boncompagni Ludovisi (figlia di Gaetano I Boncompagni Ludovisi e Laura Chigi). A Prospero succedette il figlio maggiore Carlo (?-1858), il quale sposò Maria Maddalena Serra, figlia di Giovanni Battista e Antonia Oliva Grimaldi (erede della famiglia genovese trapiantata nel regno di Napoli dei Grimaldi principi di Gerace e duchi di Terranova, estintasi nella linea maschile). Dalla coppia nacque Giovanni (1822-1882), senatore del Regno d'Italia.

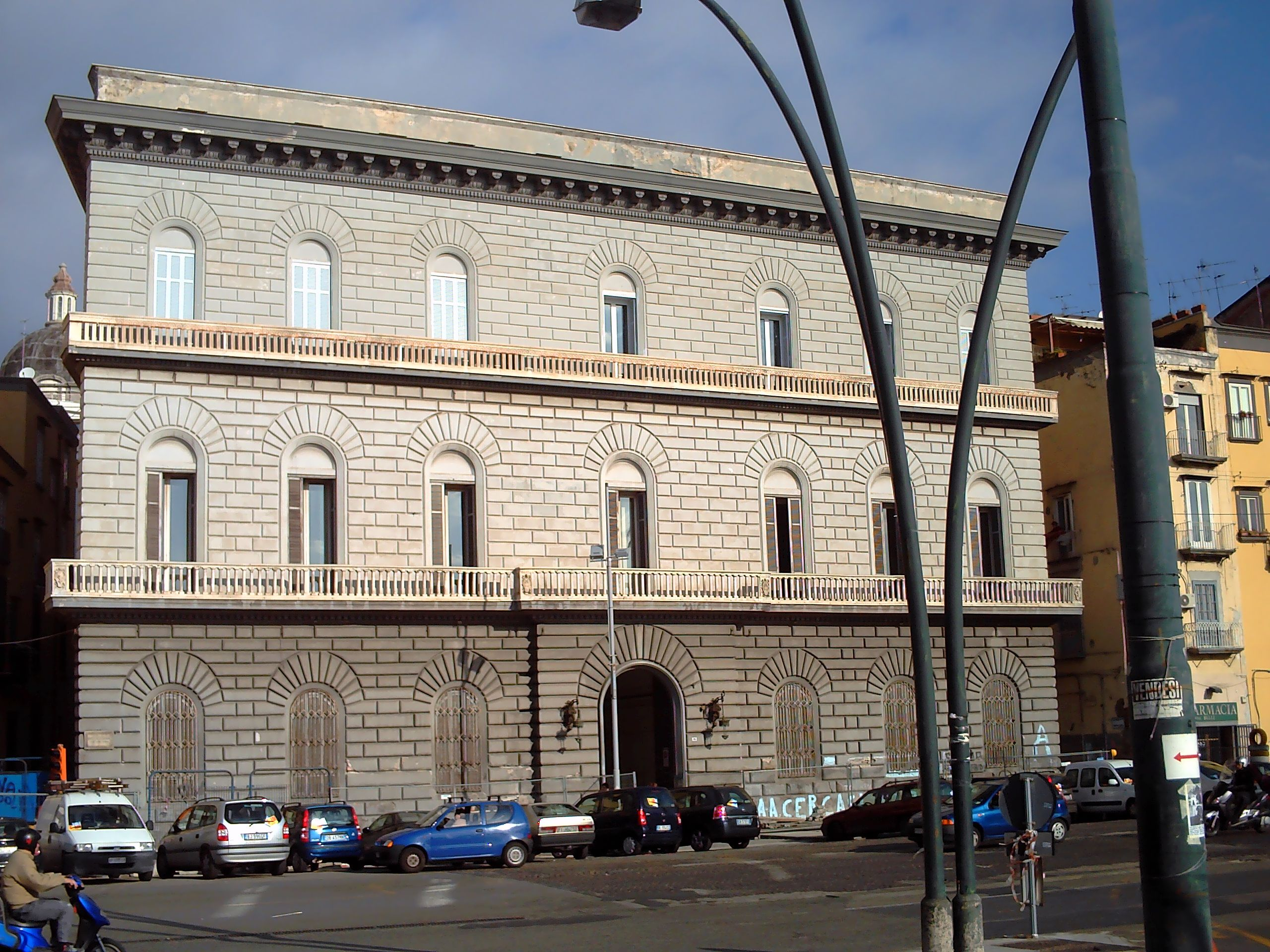
Napoli, Palazzo Guevara di Bovino.

Quest'ultimo fece costruire, adattando un fabbricato settecentesco, una splendida villa cittadina a Portici, situata in corso Garibaldi n. 168 (abbattuta poi negli anni '70 del XX secolo per far posto all'espansione urbana), nota come palazzo Spasiano (dal nome della famiglia che l'aveva acquistata nel 1871). A Giovanni si deve inoltre la costruzione del palazzo Guevara di Bovino, ubicato sulla Riviera di Chiaia. Il castello ducale di Bovino rimase proprietà della famiglia sino al 1961, quando venne ceduto da Achille Lecca Ducagini Guevara Suardo all'Arcidiocesi di Foggia-Bovino; attualmente esso è adibito a struttura ricettiva mentre una parte ospita il locale museo diocesano.

###### Duchi di Bovino (dal 1575)
- Giovanni I († 1582), I duca di Bovino;
- Iñigo I († 1602), II duca di Bovino;
- Giovanni II (1602-1631), III duca di Bovino;
- Carlo Antonio (1618-1674), IV duca di Bovino;
- Giovanni III (ca. 1640-1704), V duca di Bovino;
- Carlo Antonio (?-1708), VI duca di Bovino, morto senza eredi maschi;
- Iñigo II (1679-1748), VII duca di Bovino, fratello del precedente;
- Giovanni Maria (1712-1775), VIII duca di Bovino, figlio del precedente;
- Prospero (1735-1799), IX duca di Bovino, figlio del precedente;
- Carlo Antonio (1780-1858), X duca di Bovino, figlio del precedente;
- Giovanni Battista (1822-1882), XI duca di Bovino, figlio del precedente, senatore del Regno d'Italia[64];
- Carlo (1839-1896), XII duca di Bovino, figlio del precedente;
- Prospero (1841-1900), XIII duca di Bovino, fratello del precedente, deputato del Regno d'Italia[65];
- Maddalena (1846-1897), sorella del XIII duca. Duchessa di Castell'Airola, sposò Luigi De Riseis (1831-1910), barone di Crecchio e deputato del Regno d'Italia[66]; il figlio Giovanni De Riseis ottenne i titoli di duca di Bovino e di Castell'Airola per successione Guevara Suardo.

Oltre a Maddalena Guevara, altre due sorelle di quest'ultima si sposarono o ebbero discendenza. Rosa Maria Teresa Guevara Suardo (nata il 18 novembre del 1855), sposò il 10 gennaio 1883 Luigi Statella dei principi di Cassaro. Maria Guevara Suardo (10 febbraio 1867-10 novembre 1931) sposò in prime nozze il 18 febbraio del 1888 Giuseppe de Sangro, conte di Brienza e di Buccino (14 giugno 1861-18 settembre 1897), figlio quintogenito di don Nicola (XVII duca di Martina) e della sua consorte Isabella de' Medici. Dal matrimonio nacquero cinque figli, ovvero Riccardo, Giovanni Battista, Nicola, Isabella e Carolina. Tale ramo della famiglia si estinse con la morte di Riccardo de Sangro nel 1978. In seconde nozze Maria sposò il 4 aprile 1899 Giulio Maria Lecca Ducagini. Quest'ultimo era stato adottato da Prospero Guevara, XIII duca di Bovino, aggiungendo al proprio il cognome Guevara Suardo. Venne creato Duca con il trattamento di Don mediante Regio Decreto del 2 agosto 1914. La coppia ebbe un unico figlio, Achille Lecca Ducagini Guevara Suardo (nato il 9 febbraio del 1900; morto nel 1990), con discendenza.